# Lucius Vitruvius Cerdo
Lucius Vitruvius Cerdo war ein antiker römischer Architekt im 1. Jahrhundert.

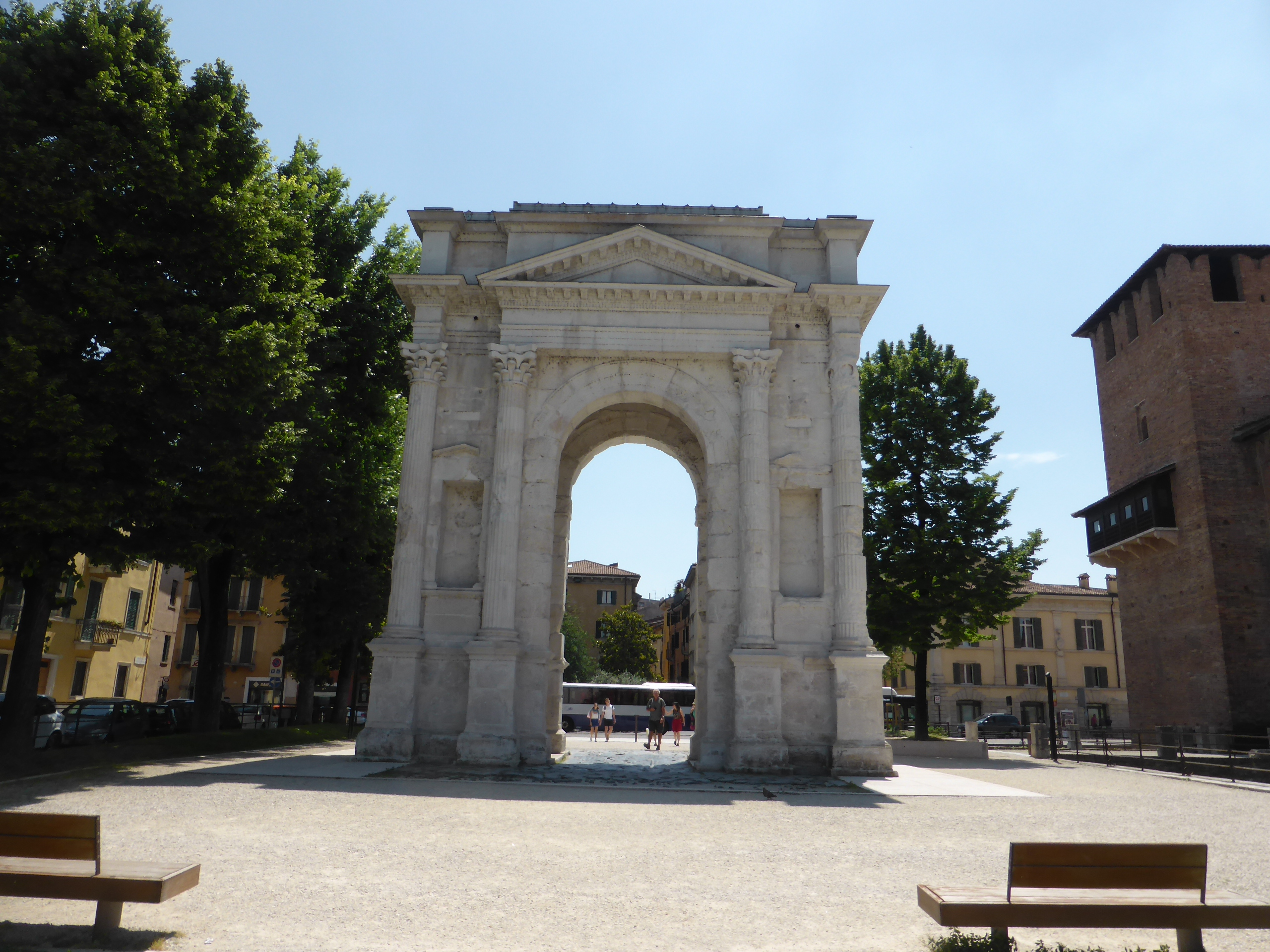
Der Gavier-Bogen

Lucius Vitruvius Cerdo ist heute noch von zwei Inschriften auf den Innenseiten des Gavier-Bogen in Verona bekannt. Beide gleichlautenden Inschriften nennen Lucius Vitruvius Cerdo als Architekten des Bogens und als Freigelassenen eines Lucius. Der Name hat Anlass zur Vermutung gegeben, es handele sich dabei um den berühmten antiken römischen Architekten Vitruv. Deshalb wurde auch in Verona dessen Geburtsstadt vermutet. Nachdem der Architekturhistoriker und Humanist Sebastiano Serlio im frühen 16. Jahrhundert diese Annahme kritisierte, wandelte sich die Annahme dahingehend, dass es sich bei Lucius Vitruvius Cerdo um einen Freigelassenen des Vitruv oder seiner Familie handeln könnte. Damit würde sich auch die Frage nach dessen bislang nicht sicher bekanntem Praenomen klären. Gestärkt wird diese Annahme durch die Datierung des Bogens anhand seiner Ornamente in das zweite oder dritte Jahrzehnt des ersten Jahrhunderts, was mit der Lebenszeit des Vitruv in etwa in Einklang zu bringen wäre, der wohl um 15 v. Chr. verstorben ist. Zudem setzte Lucius Vitruvius Cerdo die klassizistischen Ideen des Vitruv auch in der Praxis um. Die Inschrift lautet:

C(aio) Gavio C(ai) f(ilio) / Straboni // M(arco) Gavio C(ai) f(ilio) / Macro // Gaviae M(arci) f(iliae) // L(ucius) Vitruvius L(uci) l(ibertus) Cerdo / architectus // L(ucius) Vitruvius L(uci) l(ibertus) Cerdo / architectus

Es ist möglich, dass Lucius Vitruvius Cerdo mit dem bei Vitruv erwähnten gleichnamigen Militärarchitekten identisch ist. Dann wäre er mit Marcus Aurelius, Gnaeus Cornelius und Publius Minidius für die Konstruktion der römischen Kriegsmaschinen in augusteischer Zeit verantwortlich gewesen.